# Evernight
Evernight – czwarty album fińskiego zespołu epicmetalowego Battlelore, wydany w lutym 2007 roku przez wytwórnię Napalm Records. Nagranie przeprowadzono we wrześniu i listopadzie 2006 roku w Music Bros Studios, mastering wykonał Mika Jussila w Finnvox Studios. Jak w przypadku pozostałych albumów tego zespołu, teksty utworów oparte są na Śródziemiu J.R.R. Tolkiena.

## Twórcy
- Kaisa Jouhki - śpiew
- Tomi Mykkänen - śpiew
- Jussi Rautio - gitara prowadząca
- Jyri Vahvanen - gitara
- Timo Honkanen - gitara basowa
- Maria - instrumenty klawiszowe, flet
- Henri Vahvanen - perkusja

## Lista utworów
1. „House of Heroes” – 4:06
2. „Ocean’s Elysium” – 4:16
3. „Summon the Wolves” – 4:34
4. „We Are the Legions” – 3:58
5. „Into the New World” – 6:32
6. „Longing Horizon” – 4:35
7. „Mask of Flies” – 4:51
8. „The Cloak and the Dagger” – 4:35
9. „Beneath the Waves” – 5:23

### Utwory dodatkowe w limitowanej edycjidigipack
1. „Doom of Oblivion” – 3:20
2. „The Tale of the Downfall” – 3:26